# 10806 Mexico
10806 Mexico (1993 FA2) là một tiểu hành tinh vành đai chính được phát hiện ngày 23 tháng 3 năm 1993 bởi E. W. Elst ở Caussols. Its name refers to the country thuộc México.